# Кастельянос, Николас
Николас Александер Кастельянос (англ. Nicholas Alexander Castellanos, 4 марта 1992, Дейви, Флорида) — американский бейсболист, аутфилдер. Участник Матча всех звёзд 2021 года.

## Биография

### Ранние годы
Ник Кастельянос родился 4 марта 1992 года в Дейви, штат Флорида. Старший из двоих сыновей в семье. Его младший брат Райан также профессиональный бейсболист, в 2015 году был задрафтован клубом «Детройт Тайгерс», но в Главной лиге бейсбола не выступал. В школьные годы Ник считался одним из самых перспективных молодых бейсболистов США. В 2009 году он в составе сборной США возрастной категории до 18 лет стал победителем юниорского Панамериканского чемпионата. Школу Кастельянос окончил в 2010 году. В последнем сезоне на этом уровне он отбивал с показателем 54,2 %, украл 22 базы и набрал 41 RBI. По итогам года Ник получил награду Игроку года во Флориде.

### Начало карьеры
Перед драфтом Главной лиги бейсбола 2010 года Кастельянос занимал третье место в рейтинге силовых отбивающих и общую четырнадцатую позицию среди самых перспективных игроков. Он был выбран «Детройтом» под общим 44 номером. Профессиональный контракт с клубом Николас подписал в августе того же года, получив бонус в размере 3,45 млн долларов — самый большой среди игроков, выбранных не в первом раунде драфта. В течение четырёх лет он выступал за аффилированные команды системы «Тайгерс», к 2013 году продвинувшись до «Толидо Мад Хенс» уровня ААА-лиги. В сентябре 2013 года Кастельянос дебютировал за «Детройт» в Главной лиге бейсбола.

### Детройт Тайгерс

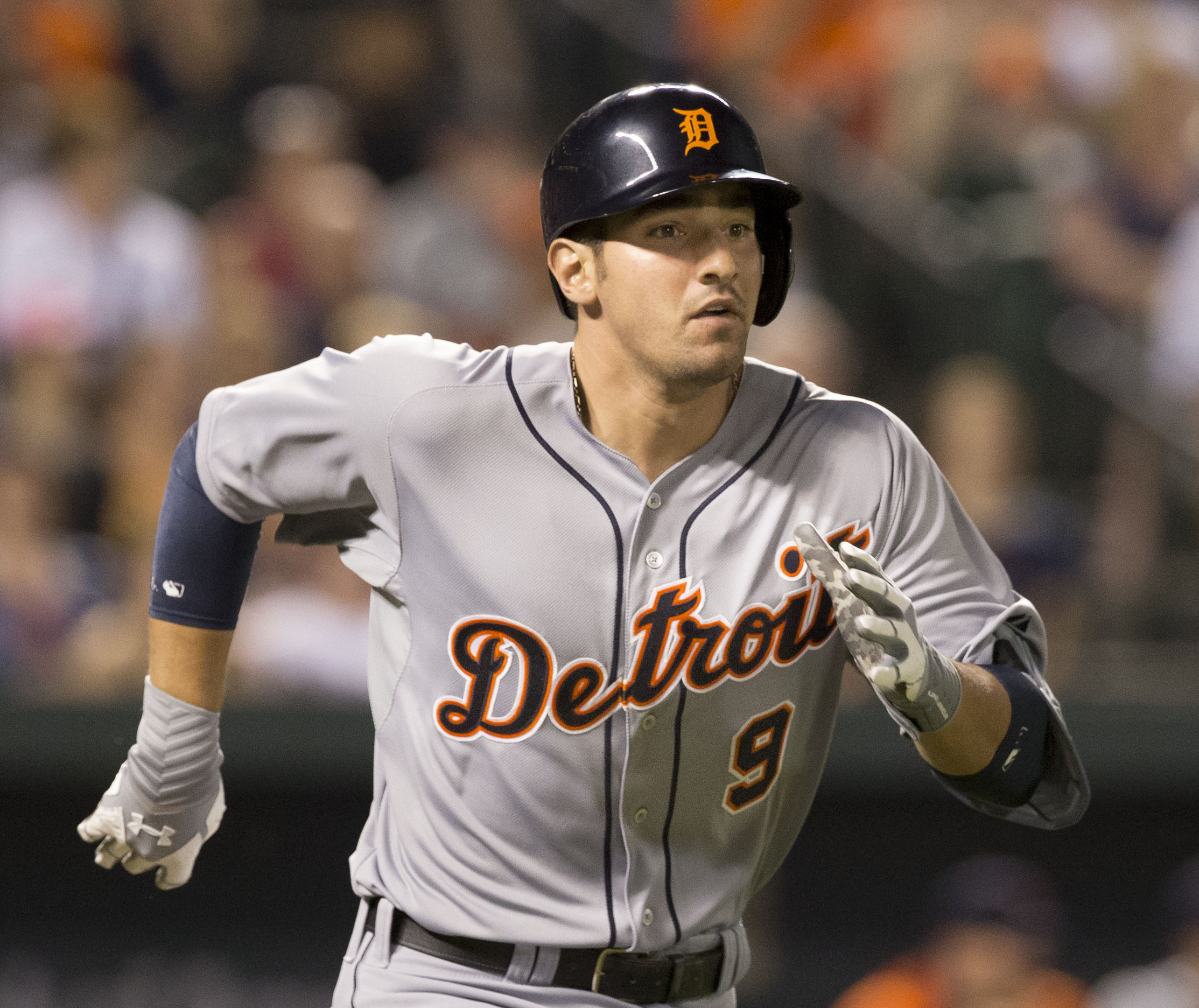
Кастельянос в составе «Детройта», 2014 год.

Перед началом сезона 2014 года, который он проводил в статусе новичка, Кастельянос занимал пятнадцатое место среди самых перспективных молодых игроков лиги. Выступления в основном составе Детройта он начал на позиции игрока третьей базы, в некоторых играх Ник играл левым аутфилдером. Он принял участие в 148 играх регулярного чемпионата, отбивая с показателем 25,9 % с 11 хоум-ранами и 66 RBI. В следующем сезоне Николас играл на бите результативнее, выбив 15 хоум-ранов и набрав 73 RBI. Показатель надёжности его игры в защите в 2014 году составил 95,0 %, а в 2015 году — 96,6 %, что примерно соответствовало среднему уровню по лиге.
В 2016 году Кастельянос сыграл за «Тайгерс» в 110 матчах, пропустив 50 игр из-за травмы. Несмотря на меньшее количество игрового времени, он вошёл в число двадцати лучших игроков лиги по числу сделанных в защите аутов. На бите Ник также играл успешно, отбивая с показателем 28,6 %, выбив 18 хоум-ранов и набрав 58 RBI. Лучшим отрезком чемпионата для него стал апрель, который он закончил с лучшим в лиге показателем отбивания. В сезоне 2017 года он закрепился в статусе одного из лучших атакующих игроков команды. В играх регулярного чемпионата Кастельянос отбивал с показателем 27,2 %, выбил 26 хоум-ранов и впервые в карьере набрал более 100 ранов. Также он стал лидером лиги по числу выбитых триплов.
Перед началом сезона 2018 года тренерский штаб команды перевёл Ника на позицию правого аутфилдера, так как он регулярно испытывал сложности при игре на третьей базе. Занимающиеся анализом игроков сайты Fangraphs и Statcast характеризовали его как одного из худших защитников лиги. После перевода Кастельянос провёл лучший для себя сезон на бите: он отбивал с показателем 29,8 и выбил 23 хоум-рана, став лучшим игроком атаки «Детройта». В июле 2019 года «Тайгерс» обменяли его в «Чикаго Кабс» на питчеров Пола Ричана и Алекса Ланге. Во второй части сезона Николас сыграл за «Кабс» в 51 матче. Суммарно в составе двух команд он выбил 27 хоум-ранов и 58 даблов — лучший результат в лиге. По окончании сезона он получил статус свободного агента.

### Цинциннати Редс
В январе 2020 года Кастельянос подписал четырёхлетний контракт с «Цинциннати Редс». Сумма соглашения составила 64 млн долларов, по его условиям игрок имеет право расторгнуть контракт и выйти на рынок свободных агентов после сезонов 2020 и 2021 годов. В сокращённом из-за пандемии COVID-19 сезоне он сыграл в 48 матчах, отбивая с показателем 19,2 % с восемью хоум-ранами.
После трёх первых месяцев регулярного чемпионата 2021 года Кастельянос был лидером Национальной лиги по показателю отбивания, числу выбитых хитов, даблов и общему количеству занятых баз. В июле он вместе с партнёром по команде Джесси Винкером по итогам голосования болельщиков был выбран в стартовый состав на Матч всех звёзд лиги.